# بورغهولم
بورغهولم هي مدينة ومقر بلدية بورغهولم في مقاطعة كالمار في السويد, يبلغ تعداد السكان في عام 2010 حوالي 3071 نسمة. تقع في جزيرة أولاند في بحر البلطيق.
بورغهولم هي إحدى مدن السويد التاريخية, عرفت المدينة بحصنها الكبير الذي تخرب الآن, على الرغم من تعداد سكانها الصغير لا زالت تعتبر مدينة لأسباب تاريخية, على كل حال تعتبر التجمعات السكانية بتعداد سكان أكثر من 10آلاف نسمة على أنها مدن

## جغرافياً

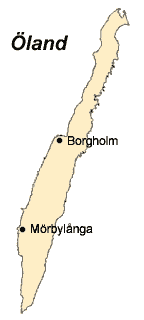
مدن في جزيرة أولاند

تقع المدينة على بعد 20 كيلو متر (12 ميل) باتجاه الشمال عن جسر أولاند الذي يصل الجزيرة  مع مدينة كالمار الواقعة على أرض السويد في الطرف المقابل

## تاريخياً

شعار النبالة من بورغهولم

بورغولم هي المدينة الرئيسية في أولاند، ولكنها لا تزال واحدة من أصغر المدن في السويد. تلقت مدينة ميثاقها عام 1816 ونشأت كمدينة للاستجمام في ظل آثار قلعة بورغولم، التي احترقت في 1806. كانت مهمة جدا ورائعة هذه القلعة، وقد صارت درعاً للمدينة، و هذه الآثار هي أفضل عامل جذب في البلدية، وربما في كل جزيرة أولاند. باتجاه الجنوب قليلا يوجد عقار هالتوربس ، عقار ملكي مرتبط تاريخياً بقلعة بورغولم.

## معرض

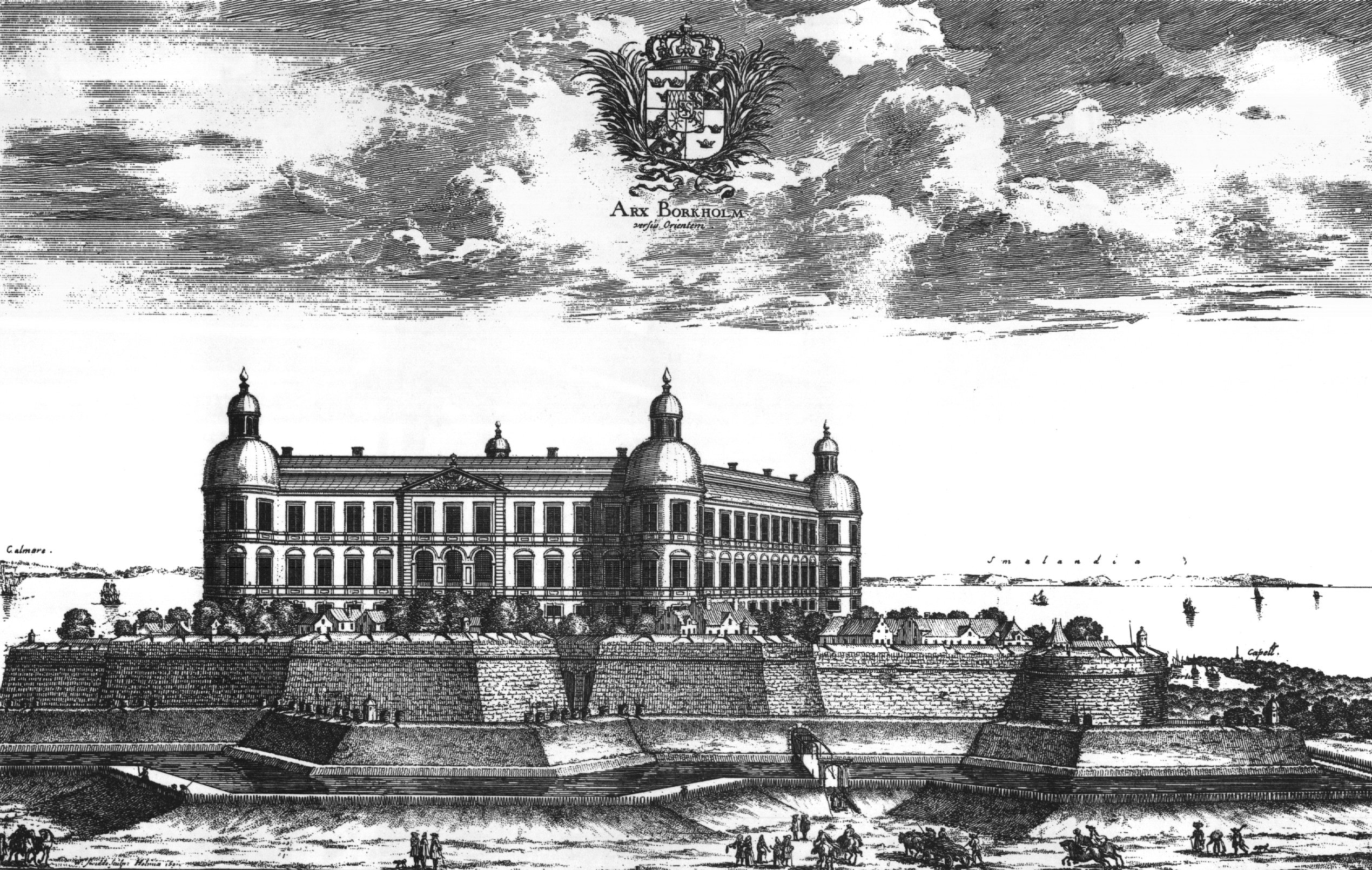
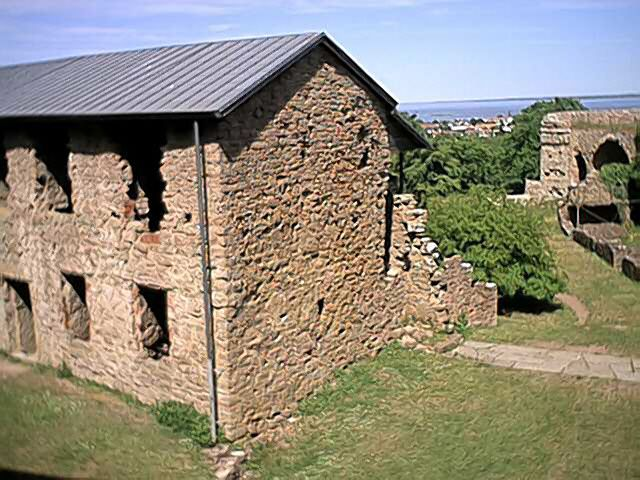
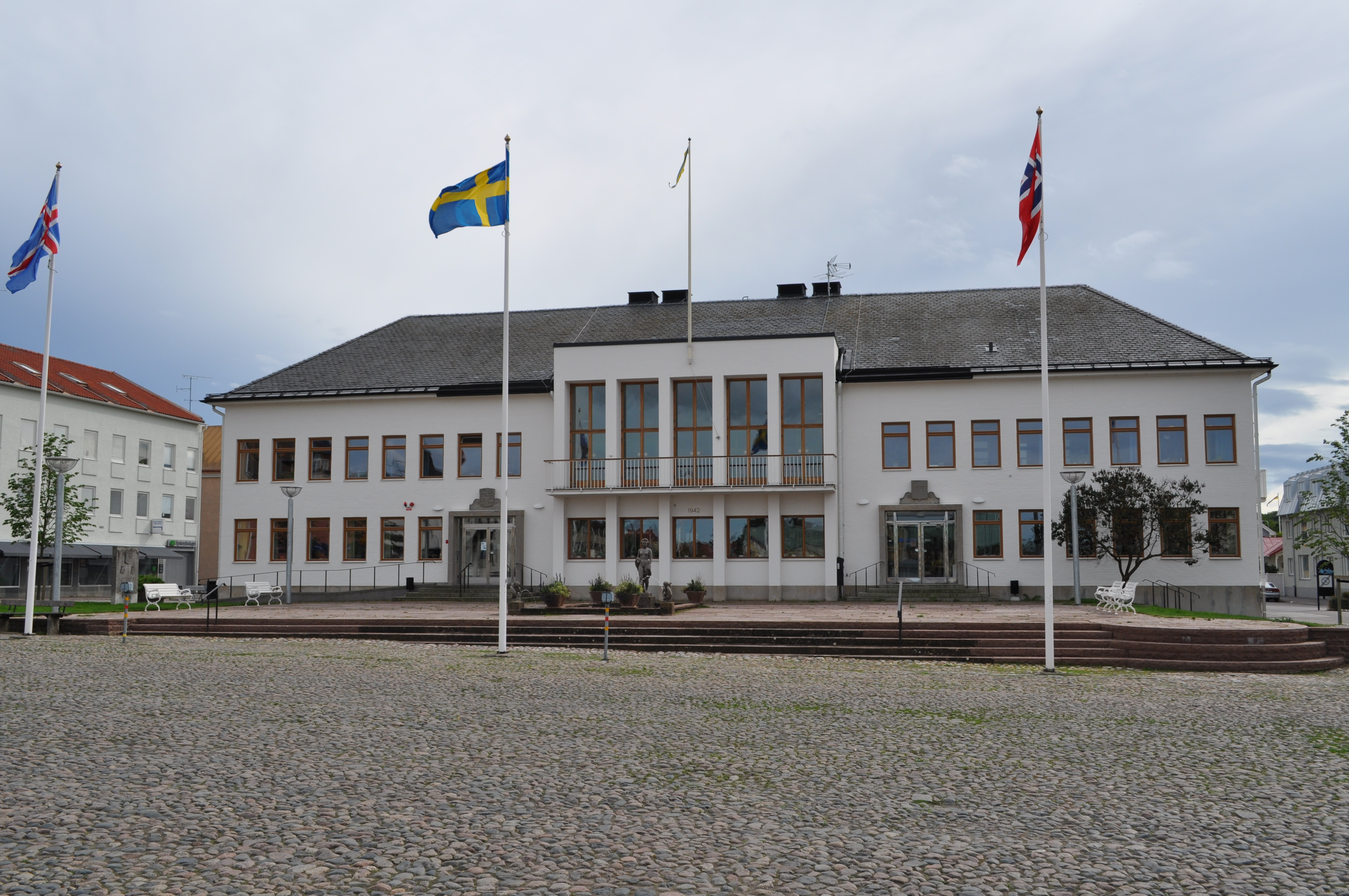

## أعلام
- بير هالبيرج

## انظر ايضاً
- أولاند